# Josephine Marcus
Josephine Sarah Marcus Earp (Brooklyn, 19 marzo 1861 – Los Angeles, 19 dicembre 1944) è stata un'attrice di teatro, ballerina e prostituta del Selvaggio West. Sposò il leggendario sceriffo Wyatt Earp.

## Biografia

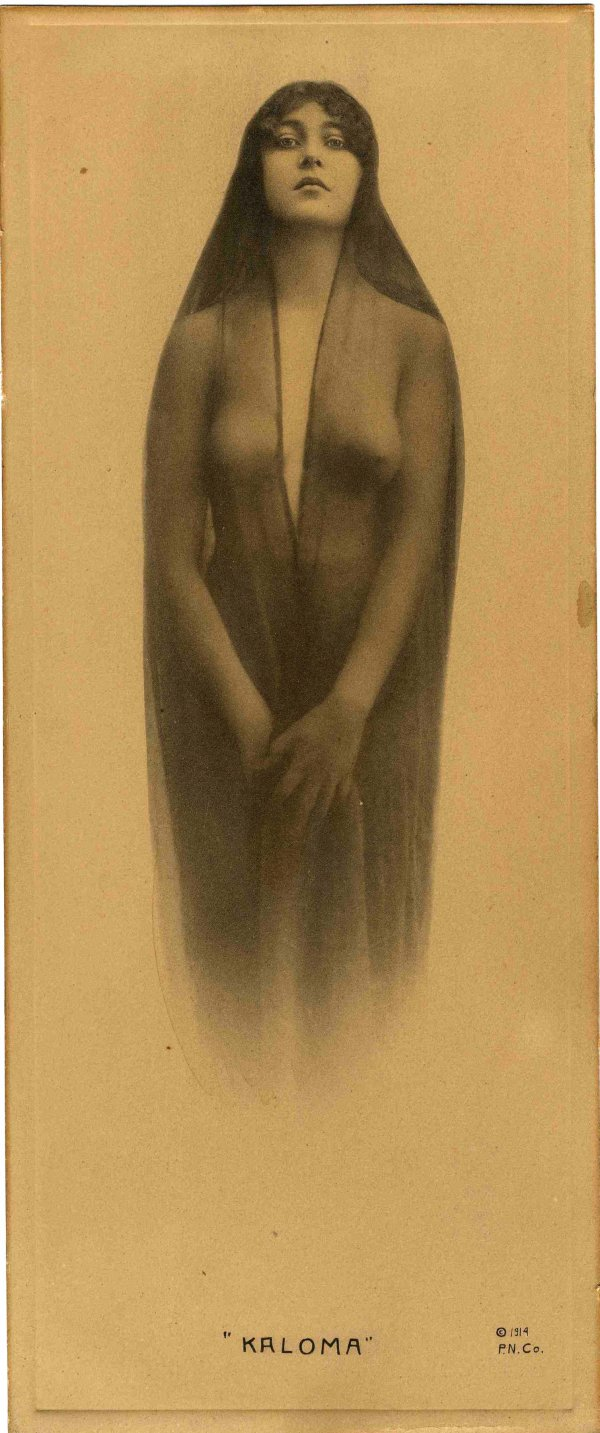
Fotografia originale, non ritoccata, utilizzata da Glen Boyer per la copertina del libro I Married Wyatt Earp. Boyer sostenne sempre che si trattava di una foto di Josephine nel 1880 ma l'immagine fu messa sotto copyright solo nel 1914.

Josephine nacque a New York da una famiglia prussiana di origini ebraiche; suo padre era un panettiere. La famiglia si trasferì in seguito a San Francisco, dove Josephine frequentò una scuola di danza. Quando il padre ebbe difficoltà finanziarie a mantenere la famiglia, la ragazza se ne andò di casa all'età di circa 14 anni, partendo per l'Arizona in cerca di avventure. Gran parte della sua vita nel periodo 1874-1882 in Arizona non è ben nota; la stessa Josephine volle sempre mantenere il riserbo su questo periodo della sua vita, arrivando anche a fare causa a giornalisti, scrittori e produttori cinematografici.
Presumibilmente, la ragazza giunse a Prescott, Arizona, all'inizio del 1874. La sua biografia, I Married Wyatt Earp (1967), la descrive come testimone degli eventi accaduti in Arizona prima del 1879, anno in cui lei affermò di essere arrivata a Tombstone per la prima volta. Esistono prove che sostengono la tesi della sua permanenza a Prescott e Tip Top, Arizona, dove assunse lo pseudonimo "Sadie Mansfield", lavorando come prostituta dal 1874 al 1876, prima di ammalarsi e tornare a San Francisco. Inoltre, si trovano tracce del nome Sadie Mansfield a Tombstone.
A posteriori, Josephine descrisse i primi anni trascorsi in Arizona come "un brutto sogno". Quello che si sa per certo è che si recò a Tombstone utilizzando il nome Josephine Marcus nell'ottobre 1880. Scrisse di aver conosciuto Johnny Behan, lo sceriffo della Contea di Cochise, quando lei aveva 17 anni e l'uomo 33. Lui le promise di sposarla e lei lo raggiunse a Tombstone. Non mantenne la promessa di matrimonio ma la tenne presso di lui come amante. Josephine lasciò Behan nel 1881, prima della sparatoria all'O.K. Corral, durante la quale Wyatt Earp e i suoi fratelli uccisero tre cowboy della zona. Si recò a San Francisco nel marzo 1882 dove si mise insieme a Wyatt, con il quale sarebbe rimasta fino alla morte di lui, 46 anni dopo.
Josephine e Wyatt si spostarono continuamente durante la loro vita in comune, viaggiando da un posto all'altro, fino a quando comprarono un cottage nel deserto nei pressi della città di Vidal in California sul fiume Colorado, dove si stabilirono nelle stagioni invernali. In estate si spostavano a Los Angeles, dove Wyatt aveva conoscenze nell'ambiente di Hollywood con alcuni dei primi attori-cowboy degli albori del cinema, inclusi William S. Hart e Tom Mix. Anche il regista John Ford era suo amico. Josephine Earp e la sua relazione con Wyatt Earp divennero il soggetto del libro I Married Wyatt Earp scritto dallo storico Glenn Boyer, basato in parte sulle memorie presumibilmente scritte dalla stessa Josephine.

### Matrimonio con Wyatt Earp
Josephine scrisse in I Married Wyatt Earp che lei e Wyatt si erano sposati nel 1892 sullo yacht del multimilionario Lucky Baldwin sulle coste della California. Raymond Nez scrisse che i suoi nonni erano stati testimoni della cerimonia. Non esiste però nessuna registrazione ufficiale del matrimonio della quale si abbia documentazione. Wyatt e Josie non ebbero figli, anche se la donna ebbe almeno tre aborti.

### Morte e sepoltura

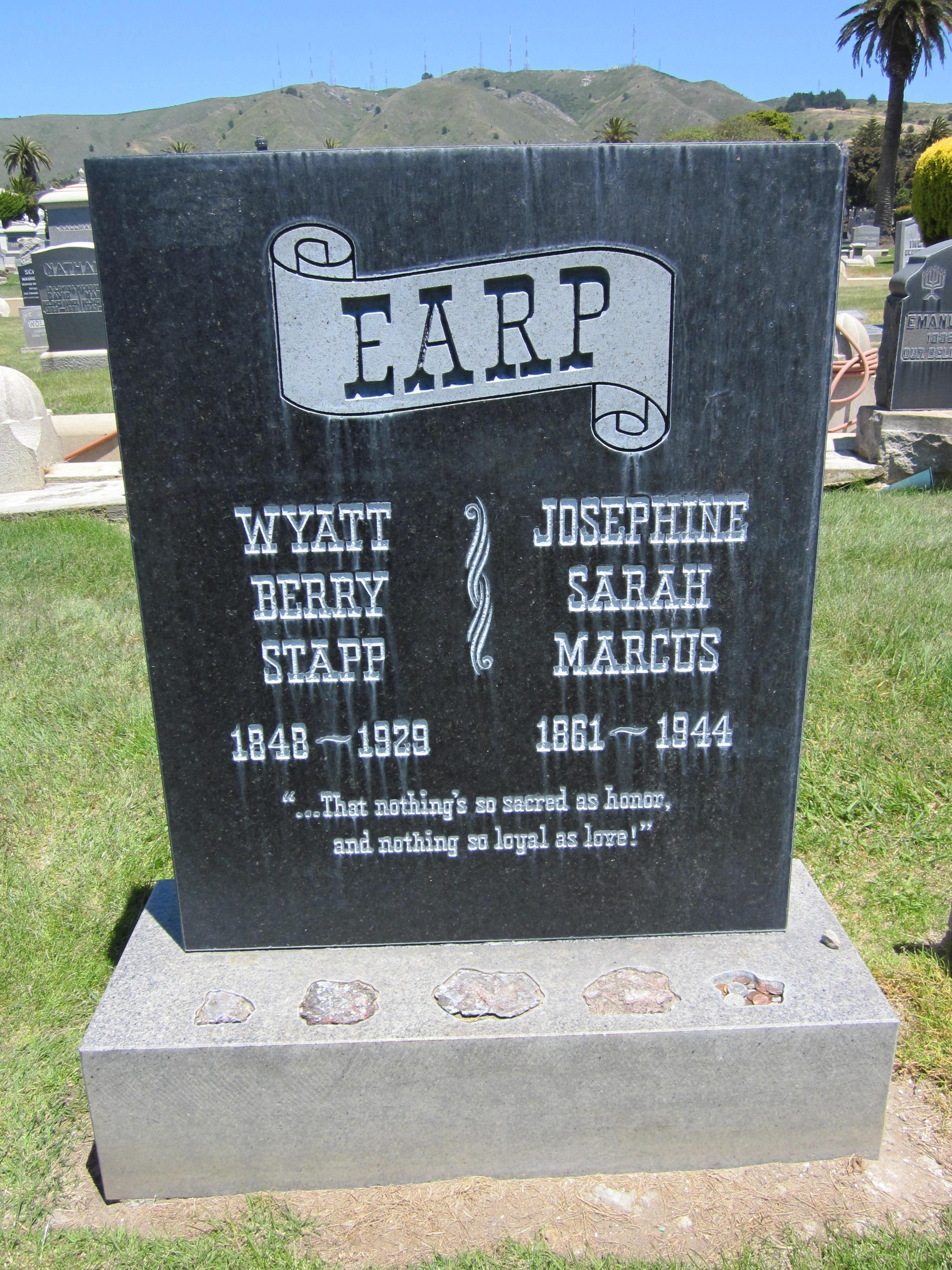
La tomba di Josephine e Wyatt Earp nel cimitero di Colma in California.

Josephine Earp fu l'ultima sopravvissuta della sua famiglia. La sorellastra Rebecca Wiener (Levy), che ebbe tre figli, morì il 27 dicembre 1927 a San Francisco; la madre era morta il 17 agosto 1912; la sorella Henrietta morì nel 1911; il fratello Nathan il 17 maggio 1906; e il padre Hyman il 25 gennaio 1895. Quando Wyatt morì nel 1929, Josephine lo fece cremare e lo fece seppellire segretamente nella tomba della famiglia Marcus nel cimitero Jewish Hills dell'Eternity Memorial Park a Colma, California.
Josephine morì all'età di 83 anni il 20 dicembre 1944, nello stesso bungalow dove aveva abitato con Wyatt al numero 4004 W. di 17th Street nel distretto di West Adams a Los Angeles. Morì senza un soldo. Sid Grauman del Grauman's Theater e l'attore cowboy, amico di vecchia data di Wyatt Earp, William S. Hart pagarono il suo funerale. Anche se Josephine non fu mai praticante della religione ebraica, la sua cerimonia funebre venne officiata da un rabbino. Il suo corpo fu cremato e le ceneri sepolte accanto a quelle di Wyatt.